# Linntjärnen
Linntjärnen är en sjö i Härjedalens kommun i Härjedalen och ingår i Ljusnans huvudavrinningsområde. Sjön har en area på 0,0544 kvadratkilometer och ligger 362,1 meter över havet. Sjön avvattnas av vattendraget Linan.

## Delavrinningsområde
Linntjärnen ingår i det delavrinningsområde (688853-143758) som SMHI kallar för Utloppet av Linntjärnen. Medelhöjden är 422 meter över havet och ytan är 10,27 kvadratkilometer. Räknas de 2 avrinningsområdena uppströms in blir den ackumulerade arean 24,95 kvadratkilometer. Linan som avvattnar avrinningsområdet har biflödesordning 3, vilket innebär att vattnet flödar genom totalt 3 vattendrag innan det når havet efter 231 kilometer. Avrinningsområdet består mestadels av skog (70 procent) och sankmarker (16 procent). Avrinningsområdet har 0,78 kvadratkilometer vattenytor vilket ger det en sjöprocent på 7,6 procent.